# Reahovo, Ruse
Reahovo (în bulgară Ряхово) este un sat în comuna Slivo Pole, regiunea Ruse,  Bulgaria. 

## Demografie
Componența etnică a satului Reahovo
     Bulgari (98,04%)
     Nicio identificare (1,71%)
     Altele (0,24%)
La recensământul din 2011, populația satului Reahovo era de 1.637 locuitori. Din punct de vedere etnic, majoritatea locuitorilor (98,04%) erau bulgari. Pentru 1,71% din locuitori nu este cunoscută apartenența etnică.